# Пам'ятник Іванові Франку (Великі Чорнокінці)
Пам'ятник Іванові Франку у Великих Чорнокінцях — погруддя українського поета Івана Франка в селі Великі Чорнокінці Чортківського району на Тернопільщині.

## Опис
Пам'ятник споруджено 1959 року.